# نوسا سنهورا دو روساريو (الرأس الأخضر)

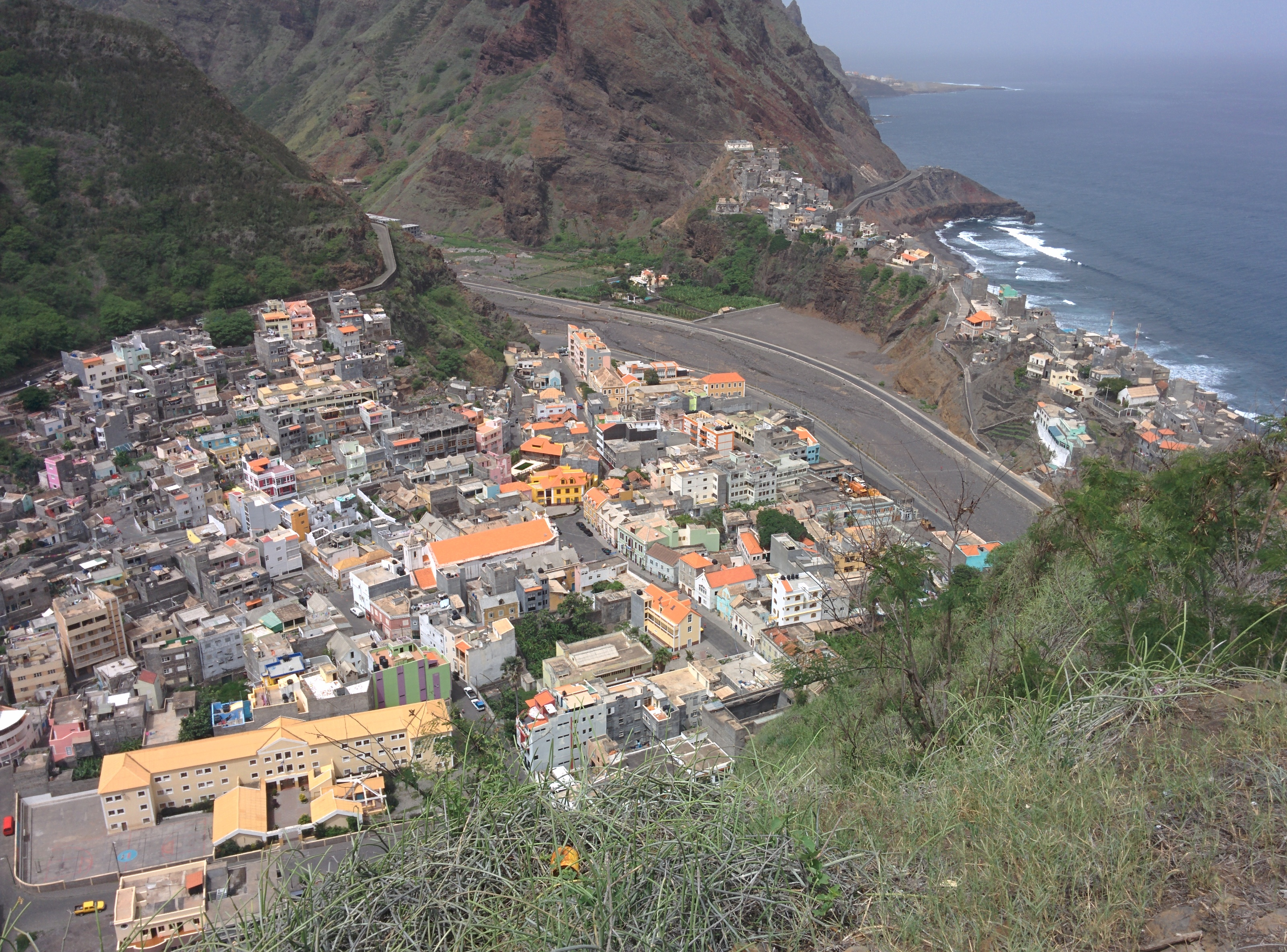
صابر عبسي

نوسا سنهورا دو روساريو (بالبرتغالية: Nossa Senhora do Rosário‏) ويعني جزئها الأول «سيدتنا» وهي إحدى الأبرشيات الجنوبية من جمهورية الرأس الأخضر تنتمي إلى بلدية ريبيرا غراندي بجزيرة سانتا أنتاو.